# Oração do Apóstolo Paulo

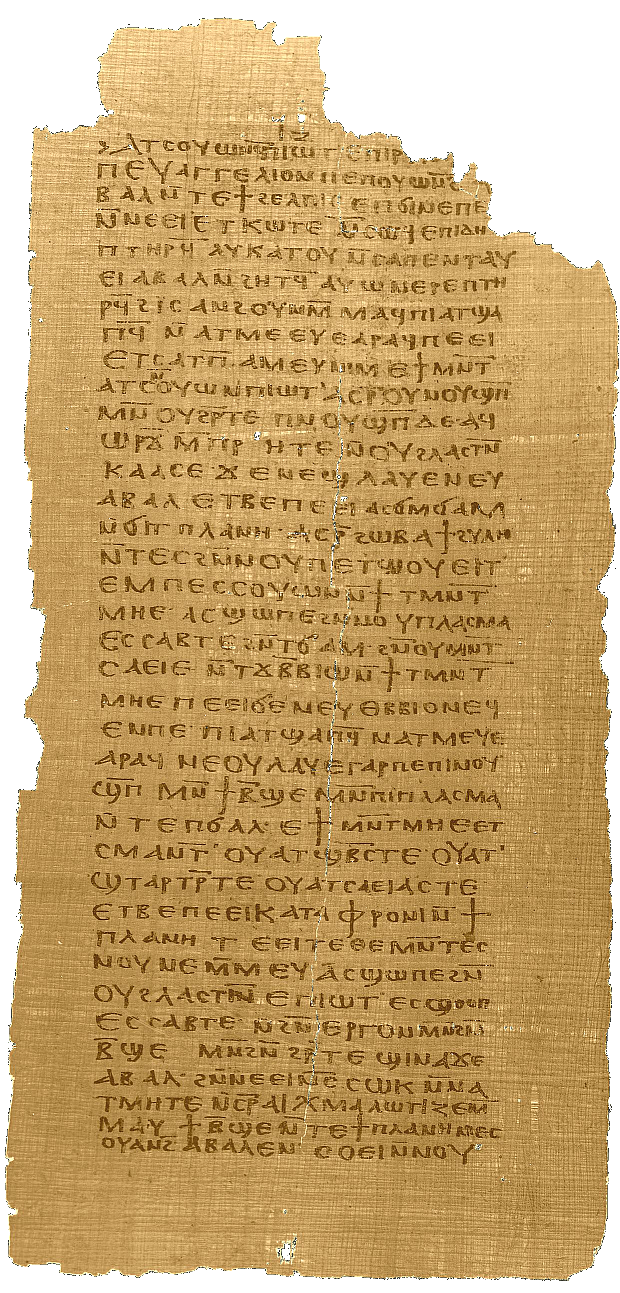
Manuscrito

A Prece do apóstolo Paulo é o primeiro manuscrito do Codex I da Biblioteca de Nag Hammadi. Aparentemente, ele foi adicionado ao códice após os tratados mais longos terem sido copiados. Embora o texto, assim como nos demais códices, ter sido escrito em cóptico, o título está em grego, que era sua língua original. Estão faltando aproximadamente duas linhas no início do texto .

## Conteúdo
O texto foi claramente escrito por um pseudónimo e não é de autoria do apóstolo Paulo, pois tem um claro teor gnóstico, ao contrário das epístolas reconhecidamente de Paulo.
Muitos especialistas dizem que se trata de um texto valetiniano, por causa de frases típicas como Pleroma e Arconte - o que indicaria que o texto tenha sido composto entre 150 e 300dc.
Especialistas encontraram paralelos com outros trabalhos encontrados nos outros códices em Nag Hammadi, inclusive o Discurso sobre o oitavo e o nono e a Prece de ação de graças (ambos da Hermetica), As três estelas de Seth, o Evangelho de Filipe e as Exposições Valentinianas.

## Texto do Manuscrito (traduzido)
Codex I (Codex Jung) - Primeira Seção - Prece do apóstolo Paulo
(Cerca de duas linhas foram perdidas) ..., Conceda-me sua misericórdia! Meu Redentor, redima-me, pois eu sou Seu; venho diante de ti. Você é meu entendimento: eleva-me! Você é minha casa do tesouro; abra-te para mim! Você é minha plenitude, leva-me contigo!  Você é meu repouso; Conceda-me a palavra perfeita que não pode ser apreendida!
Eu invoco aquele que é desde o princípio exaltado sobre todo nome, em nome de Jesus Cristo, Senhor dos Senhores, Rei dos séculos; Conceda-me seus dons, e não se arrependerá, através do Filho do Homem, e do Espírito Auxiliador da Verdade. Dê-me autoridade quando te pedir; Conceda cura para meu corpo quando vos peço através do Mensageiro da Salvação, e redima minha eterna alma de luz e meu espírito. E o Primogênito da Plenitude da graça seja revelado em meu entendimento!
Concede-me o que nenhum olho de anjo viu e nem o ouvido dos governantes desta era tenha entendido e o que não tenha entrado no coração humano que veio para ser angélico e exemplar segundo a imagem do Deus Filho quando foi formado no princípio, pois tenho fé e esperança naquele que esta acima de mim, o Amado, o Eleito, o Bem-Aventurado, o Primogênito, o Unigênito, e o maravilhoso mistério de sua casa; pois Seu é o poder e a glória e o louvor e a grandeza para sempre e sempre.
Amém.